# Josef Šusta
Josef Šusta (19. února 1874 Třeboň – 27. května 1945 Praha) byl český historik, spisovatel a politik, syn správce třeboňského panství Josefa Šusty (1835–1914). Patřil vedle historika Josefa Pekaře k předním žákům tzv. Gollovy školy. Vynikal znalostmi v oblasti světových a hospodářských dějin i dějin umění, k oblastem zájmu patřil český vrcholný středověk, reformace nebo moderní evropské politické dějiny. Za druhé světové války byl prezidentem České akademie věd a umění, pro přijetí této složité úlohy byl po válce obviněn z kolaborace, a svůj život proto ukončil sebevraždou.

## Život
Po studiích (1883–1899) v Českých Budějovicích (na gymnáziu Jana Valeriána Jirsíka byl spolužákem Emila Háchy), Praze (žák Jaroslava Golla) a Vídni (Ústav pro rakouský dějezpyt) pokračoval studijním pobytem v Itálii (Rakouský historický ústav v Římě, Vatikánský archiv).
Byl generačním druhem Josefa Pekaře, profesorem všeobecných dějin Univerzity Karlovy (1910), děkanem filozofické fakulty (1916), prezidentem České akademie věd a umění (1939–1945), habilitoval se prací Pius IV. Před pontifikátem a na začátku pontifikátu.
Jeho činnost měla klíčový význam v zařazení československé historie do kontextu světového vývoje a v oboru hospodářských a sociálních dějin. Kritizoval Františka Palackého za filozoficko-historickou koncepci českých dějin (vyzdvihl např. pozitivum německé kolonizace Čech v rozvoji území zakládáním měst a přílivem finančního kapitálu).
Byl nositelem (10. července 1934) francouzského řádu Komtura Čestné legie (Commandeur de l'Ordre National de la Légion d'honneur).
Přispíval mj. do Lumíra, Lidových novin a Venkova. Měl kritický vztah k římskokatolické církvi – vystoupil z ní po návratu ze studijního pobytu v Itálii a Vatikánu.[zdroj?]
Od r. 1936 byl hlavním editorem šestisvazkových Dějin lidstva od pravěku k dnešku, vydávaných nakladatelstvím Melantrich (do r. 1942 vyšlo šest svazků).
V letech 1920–1921 působil v úřednické vládě Jana Černého jako ministr školství (MŠANO).
Byl členem pátečníků, jednalo se o přítele T. G. Masaryka, Edvarda Beneše, Karla Čapka a blízkého přítele Maxe Dvořáka.
Po skončení druhé světové války byl obviněn z kolaborace (okupanti jej mj. přiměli vstoupit do Ligy proti bolševismu). Dne 27. května 1945 vyjel z Hanspaulky nejbližší cestou k Vltavě – přímou tramvají č. 11 – a spáchal sebevraždu skokem do Vltavy z Hlávkova mostu. Jeho tělo bylo nalezeno 1. června 1945 nedaleko Roztok u Prahy. Byl pohřben na Vinohradském hřbitově. V 50. letech byly jeho ostatky přeneseny a pohřbeny na šáreckém hřbitově u kostela sv. Matěje.

## Literární dílo

### Téma historické
- Die römische Kurie und das Konzil von Trient unter Pius IV. (Vídeň 1904–1914). Sv. 1 dostupný online.
- Purkrabské účty panství Novohradského z let 1390–1391 (Praha 1909). Dostupné online.
- Dvě knihy českých dějin. Kus středověké historie našeho kraje. Kniha první: Poslední Přemyslovci a jejich dědictví 1300–1308 (Praha 1917). Dostupné online.; Kniha druhá: Počátky lucemburské (Praha 1919). Dostupné online.
- Dějiny Evropy v letech 1812–1870 (Praha 1922–1923). Dostupné online.
- Světová politika v letech 1871–1914 (Praha 1924–1931). Dostupné online.
- Přemysl Otakar II. a římská koruna v roce 1255 (Praha 1930). Dostupné online.
- Dějepisectví : jeho vývoj v oblasti vzdělanosti západní ve středověku a době nové (Praha 1933). Dostupné online.
- Dějiny lidstva 4. Středověk vrcholný a stárnoucí (Praha 1942)
- Dějiny lidstva 5. V branách nového věku (Praha 1938) vč. redakce celého cyklu
- České dějiny – Soumrak Přemyslovců a jejich dědictví (Praha 1938), Král Cizinec (Praha 1939), Karel IV. Otec a syn 1333–1346 (Praha 1946), Karel IV. Za císařskou korunou 1346–1355 (Praha 1948)
- úvahy a kritiky (např. Macharův Řím, Lumír 36, 1908)
- přednáškové cykly (Rennaisance a papežství, Stolice dějin na Pražské universitě 1905–1906)

### Ostatní témata
- Cizina (román, Praha 1914)
- Léta dětství a jinošství (Vzpomínky I – rodné Třeboňsko)
- Mladá léta učňovská a vandrovní. Praha-Vídeň-Řím (Vzpomínky II – vysokoškolská studia, počátky vědecké práce)